# Torneo de Johannesburgo 2011
El SA Tennis Open (Torneo de Johanesburgo) fue un evento de tenis ATP World Tour de la serie 250, se disputó en Johannesburgo, Sudáfrica entre el 30 de enero al 6 de febrero.

## Campeones
- Individuales masculinos:  Kevin Anderson derrota a  Somdev Devvarman por 4-6, 6-3 y 6-2.

- Dobles masculinos:  James Cerretani /  Adil Shamasdin derrotan a  Scott Lipsky /  Rajeev Ram por 6–3, 3–6, [10–7]